# Brachypeza koeteiensis
Brachypeza koeteiensis är en orkidéart som först beskrevs av Rudolf Schlechter, och fick sitt nu gällande namn av Leslie Andrew Garay. Brachypeza koeteiensis ingår i släktet Brachypeza och familjen orkidéer. Inga underarter finns listade i Catalogue of Life.